# Samurai Giants
Samurai Giants (侍ジャイアンツ?, Samurai Jaiantsu) è un manga a tema sportivo scritto da Ikki Kajiwara e disegnato da Ko Inoue, pubblicato sulla rivista Weekly Shōnen Jump dal 1971 al 1974. Ne è stata tratta una serie televisiva anime prodotta da A Production e TMS Entertainment e andata in onda su Yomiuri Telecasting dall'autunno 1973 all'estate 1974. 

## Trama
Ban Banba è un giovane insolente e scatenato, cresciuto a Tosa, nel Giappone meridionale. Viene chiamato dai Tokyo Yomiuri Giants, squadra del baseball professionistico, rimasta stupita dalle sue strabilianti abilità da pitcher. Lotterà aspre battaglie contro i suoi rivali battitori, sviluppando incredibili capacità di lancio.